# بيت بوكس

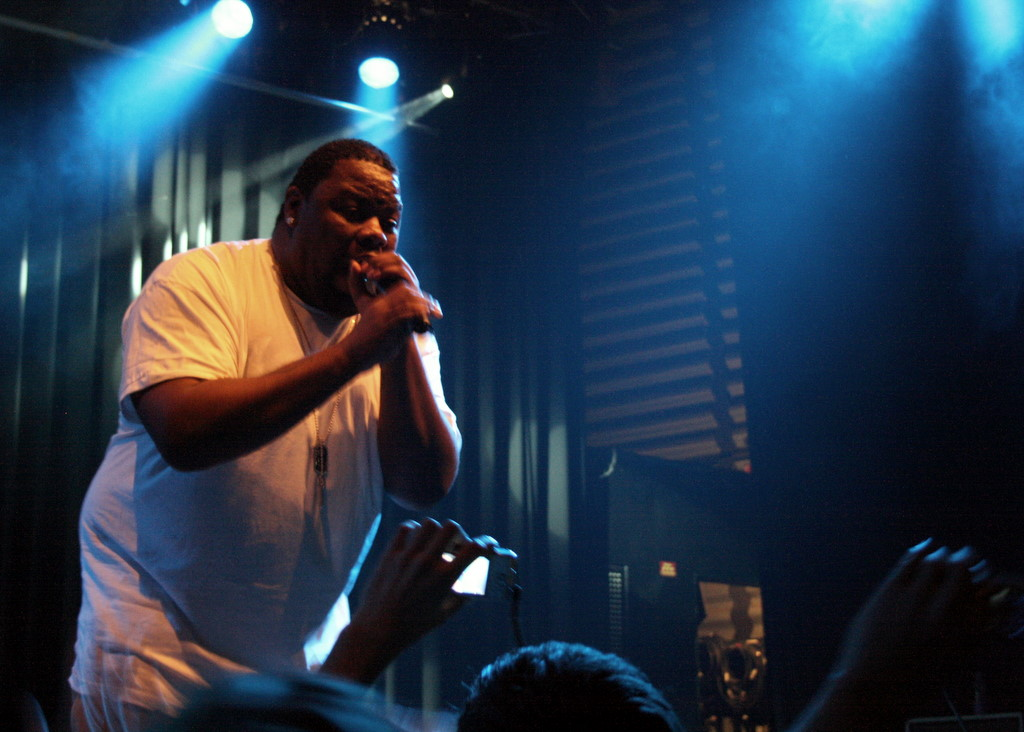
فنان بيت بوكس

البيت بوكس (بالإنجليزية: Beatboxing)‏ هو فن تقليد أصوات الآلات الإيقاعية والنغمات الموسيقية عن طريق الفم، ويمكن أن يتضمن البيت بوكس الغناء أيضًا أو العزف بآلة موسيقية.

## تعريفه
البيت بوكس هو فن عمل صوت الطبول والإيقاع والأصوات الموسيقية وتقليد أصوات بعض الحيوانات وصوت الروبوت باستخدام الفم واللسان والشفتين وممر الأنف والحنجرة، وفي بعض الأحيان يستخدم الفنانون أيديهم أو أي أجزاء أخرى من أجسادهم لتوسيع نطاق المؤثرات الصوتية والإيقاع (على سبيل المثال: الاسلوب الذي ينطوي امتصاص الهواء حول الأصابع لإنتاج حركة بشكل وصوت واقعي جدا وتسمي Scrach). ويمكن أن يتضمن البيت بوكس الغناء أيضاً والعزف بآلات موسيقية بجانب عزف الفم. ويوجد فرق بين تقليد الاصوات وتقليد الطبول بالفم، فأستخدام الاصوات لا يشرط ان يصبح بيت بوكس في الاغلب يكون «أكابيلا» وهكذا عرفت الاكابيلا قبل استخدام حركات الطبول والايقاعات الموسيقيه بالفم.

## تاريخه
ان عملية تقليد اصوات الموسيقى يرجع إلى ما قبل التاريخ. حيث كانت الموسيقى البدائية تشمل التأثيرات التي تستخدم الجسم (على سبيل المثال: من خلال التصفيق أو الدوس أو الخبط على الجسد) وانتاج الأصوات من أفواههم عن طريق التنفس بصوت عال للداخل أو الخارج مع الآلات الإيقاعية. وهي حركات تستخدم في البيت بوكس اليوم.
وقد ظهر ذلك الفن في الهند والصين منذ آلاف السنين لكنه كان مقتصراً على تقليد أصوات الطبول فقط.
ثم ارتبط هذا الفن بفن الهيب هوب أو ثقافة الزنوج في إفريقيا وأمريكا حيث طوروه ليصاحب الغناء، وعادة ما يمارس هذا الفن في حفلات الراب والهيب هوب. وكان يعتمد على تقليد الجيل الأول من آلات الطبل، المعروفة باسم beatboxs

## وصلات خارجية
- عن فن البيت بوكس، عالم الابداع
- ورشة الراب والـ Beat Box في بيت سيزيف للثقافة والفنون، كايرو دار